# Post-fascismo (orientamento politico)
In politologia il postfascismo è il processo di revisione ideologica dei partiti politici di matrice fascista e neofascista, nel tentativo di lasciare la prospettiva totalitaria per aprire un dialogo con esponenti conservatori, nazionalisti, tradizionalisti e con le forze della destra tendenzialmente moderata.

## Antefatti
Il Movimento Sociale Italiano, partito neofascista, intraprese più volte negli anni, in particolare con segretari come Augusto De Marsanich, Arturo Michelini e anche Giorgio Almirante, vari tentativi di dialogo con partiti più moderati, come quelli monarchici, la Democrazia Cristiana e il Partito Liberale Italiano, nell'ottica della creazione di un grande partito di destra (di qui la dizione Destra Nazionale introdotta nel 1972).
Tuttavia, il MSI ha sempre mostrato un volto antisistema, dichiarando la sua «opposizione al sistema democratico», e lo slogan "Non rinnegare, non restaurare" (introdotto da De Marsanich in occasione del primo congresso del partito nel 1948) ha stabilito l'indiscutibilità del fascismo, come ideologia e come sistema politico, all'interno del partito, quindi l'inammissibilità di qualsiasi tipo di revisione, nonostante la presenza nel partito di esponenti che, pur rifacendosi al fascismo, ne criticavano alcuni aspetti.

## Storia

### Italia
A partire dalla fine degli anni 1970, sebbene rimanessero nel MSI-DN delle componenti interne ancora legate all'ideologia fascista e all'estrema destra extraparlamentare, si verificò un mutamento di strategia consistente in una progressiva accettazione delle regole costituzionali e democratiche, che affievolì l'emarginazione del partito nelle vicende della politica italiana.
Nel 1977 un gruppo di militanti del MSI-DN decise di abbandonare il movimento e fondare Democrazia Nazionale, partito di matrice conservatrice e nazionalista. Nato come gruppo parlamentare già nel dicembre 1976, non ottenne risultati elettorali positivi e si sciolse nel 1979.
Nel 1993 il segretario del MSI-DN Gianfranco Fini avanzò la proposta di dare al partito una svolta moderata in grado di incanalare il voto ed il consenso dei ceti medi conservatori, considerati ormai non più rappresentabili da DC e PLI, messi ormai in crisi di consensi a causa dello scandalo Tangentopoli (di qui l'introduzione, nel nome del partito, della dizione Alleanza Nazionale in sostituzione di Destra Nazionale).
Questa proposta portò alla svolta di Fiuggi e, nel 1995, alla fondazione di Alleanza Nazionale, partito guidato da Fini fino al suo scioglimento avvenuto nel 2009. AN, secondo lo stesso leader Fini, è la "realizzazione aggiornata" di quella grande destra tanto sognata dei leader missini tra gli anni '70 e gli anni '80, una destra cioè che partendo dalle radici missine tenta di estendere i propri confini fino alle forze conservatrici e nazionaliste.
Tali proposte vennero, durante gli anni '70, in parte fatte proprie dalla segreteria di Almirante. Proprio in quel periodo infatti, contemporaneamente alla dissoluzione dei partiti di governo tradizionali (Dc, Psi, Psdi, Pli, Pri) ed alla trasformazione in senso riformista del Pci, anche il MSI (soprattutto grazie alla segreteria Fini) sceglie di darsi una sterzata moderata: fu questa in sostanza la proposta di una nuova "alleanza nazionale", che diede ufficialmente inizio al periodo "post-fascista" del MSI.
La svolta, tuttavia, è stata considerata da alcuni come un'imposizione avvenuta senza una reale discussione interna, e in ogni caso non fu condivisa da una parte del MSI-DN, guidata dall'ex segretario Pino Rauti, "rivale storico" di Fini all'interno del MSI-DN, da sempre animatore dell'ala "di sinistra", che diede vita ad un nuovo movimento, minoritario rispetto ad AN, con il nome di Movimento Sociale Fiamma Tricolore.
Ad oggi l’ideologia post fascista è prevalentemente rappresentata da Fratelli d’Italia di Giorgia Meloni, partito erede del Movimento Sociale Italiano e di Alleanza Nazionale.